# 3 000 mètres steeple masculin aux championnats du monde d'athlétisme 2007
Navigation
Helsinki 2005 Berlin 2009
L'épreuve du 3 000 mètres steeple masculin des championnats du monde d'athlétisme 2007 s'est déroulée les 26 et 28 août 2007 dans le stade Nagai d'Osaka au Japon. Elle est remportée par le Kényan Brimin Kipruto.
38 athlètes étaient inscrits. Ils ont couru des demi-finales le 26 et la finale a eu lieu le 28 août.

## Records
| Records                    | Temps         | Athlète               | Pays             | Date             | Lieu          |
| -------------------------- | ------------- | --------------------- | ---------------- | ---------------- | ------------- |
| Record du monde            | 7 min 53 s 63 | Saif Saaeed Shaheen   | Qatar            | 3 septembre 2004 | Bruxelles     |
| Record des championnats    | 8 min 04 s 16 | Moses Kiptanui        | Kenya            | 11 août 1995     | Göteborg      |
| Meilleure performance 2007 | 7 min 59 s 42 | Paul Kipsiele Koech   | Kenya            | 7 août 2007      | Stockholm     |
| Record d'Afrique           | 7 min 55 s 28 | Brahim Boulami        | Maroc            | 24 août 2001     | Bruxelles     |
| Record d'Asie              | 7 min 53 s 63 | Saif Saaeed Shaheen   | Qatar            | 3 septembre 2004 | Bruxelles     |
| Record d'Amérique du Nord  | 8 min 08 s 82 | Daniel Lincoln        | États-Unis       | 14 juillet 2006  | Rome          |
| Record d'Amérique du Sud   | 8 min 14 s 41 | Wander do Prado Moura | Brésil           | 22 mars 1995     | Mar del Plata |
| Record d'Europe            | 8 min 04 s 95 | Simon Vroemen         | Pays-Bas         | 26 août 2005     | Bruxelles     |
| Record d'Océanie           | 8 min 14 s 05 | Peter Renner          | Nouvelle-Zélande | 29 août 1984     | Coblence      |

## Médaillés
| Or                    | Argent         | Bronze              |
| Brimin Kiprop Kipruto | Ezekiel Kemboi | Kipkemboi Mateelong |

## Résultats

### Finale (28 août)
| Rang               | Pays            | Athlète               | Temps         | Note |
| ------------------ | --------------- | --------------------- | ------------- | ---- |
| Médaille d'or      | Kenya           | Brimin Kiprop Kipruto | 8 min 13 s 82 |      |
| Médaille d'argent  | Kenya           | Ezekiel Kemboi        | 8 min 16 s 94 |      |
| Médaille de bronze | Kenya           | Richard Mateelong     | 8 min 17 s 59 |      |
| 4                  | Suède           | Mustafa Mohamed       | 8 min 19 s 82 |      |
| 5                  | France          | Bouabdellah Tahri     | 8 min 20 s 27 |      |
| 6                  | Turquie         | Halil Akkas           | 8 min 22 s 51 |      |
| 7                  | Espagne         | Eliseo Martín         | 8 min 22 s 91 | (SB) |
| 8                  | Bahreïn         | Tareq Mubarak Taher   | 8 min 22 s 95 |      |
| 9                  | Maroc           | Abdelkader Hachlaf    | 8 min 24 s 18 |      |
| 10                 | Éthiopie        | Roba Gari             | 8 min 25 s 93 |      |
| 11                 | Qatar           | Abubaker Ali Kamal    | 8 min 26 s 90 |      |
| 12                 | Éthiopie        | Nahom Mesfin Tariku   | 8 min 28 s 86 |      |
|                    | Maroc           | Brahim Taleb          | DQ            |      |
|                    | Espagne         | José Luis Blanco      | DQ            |      |
|                    | Arabie saoudite | Ali Ahmed Al-Amri     | DNF           |      |

### Demi-finales (26 août)
Il y eut trois demi-finales. Les trois premiers de chaque course ainsi que les six meilleurs temps se sont qualifiés pour la finale.
| Rang | Pays           | Athlète                  | Temps         | Note   |
| ---- | -------------- | ------------------------ | ------------- | ------ |
| 1    | Bahreïn        | Tareq Mubarak Taher      | 8 min 19 s 99 | Q      |
| 2    | Maroc          | Abdelkader Hachlaf       | 8 min 20 s 03 | Q      |
| 3    | Kenya          | Ezekiel Kemboi           | 8 min 20 s 08 | Q      |
| 4    | France         | Bouabdellah Tahri        | 8 min 20 s 09 | q      |
| 5    | Qatar          | Abubaker Ali Kamal       | 8 min 21 s 20 | q (PB) |
| 6    | Espagne        | Eliseo Martín            | 8 min 24 s 49 | q      |
| 7    | Algérie        | Rabia Makhloufi          | 8 min 33 s 88 |        |
| 8    | Norvège        | Bjørnar Ustad Kristensen | 8 min 34 s 84 |        |
| 9    | Afrique du Sud | Ruben Ramolefi           | 8 min 39 s 50 |        |
| 10   | Ouganda        | Benjamin Kiplagat        | 8 min 40 s 65 |        |
| 11   | Suède          | Henrik Skoog             | 8 min 51 s 61 |        |
| 12   | États-Unis     | Tom Brooks               | 8 min 56 s 20 |        |
|      | Autriche       | Günther Weidlinger       | DNF           |        |

| Rang | Pays       | Athlète                     | Temps         | Note |
| ---- | ---------- | --------------------------- | ------------- | ---- |
| 1    | Kenya      | Richard Mateelong           | 8 min 29 s 49 | Q    |
| 2    | Éthiopie   | Nahom Mesfin Tariku         | 8 min 29 s 57 | Q    |
| 3    | Maroc      | Brahim Taleb                | 8 min 29 s 64 | Q    |
| 4    | Roumanie   | Mircea Bogdan               | 8 min 30 s 07 |      |
| 5    | États-Unis | Joshua McAdams              | 8 min 32 s 46 |      |
| 6    | France     | Mahiedine Mekhissi-Benabbad | 8 min 33 s 11 |      |
| 7    | Japon      | Yoshitaka Iwamizu           | 8 min 36 s 73 |      |
| 8    | Qatar      | Zakrya Ali Kamil            | 8 min 41 s 81 |      |
| 9    | Israël     | Itay Magidi                 | 8 min 43 s 00 |      |
| 10   | Espagne    | Antonio David Jiménez       | 8 min 50 s 41 |      |
| 11   | Belgique   | Pieter Desmet               | 8 min 55 s 99 |      |
| 12   | Australie  | Youcef Abdi                 | 9 min 51 s 33 |      |

| Rang | Pays            | Athlète                    | Temps         | Note   |
| ---- | --------------- | -------------------------- | ------------- | ------ |
| 1    | Kenya           | Brimin Kiprop Kipruto      | 8 min 21 s 93 | Q      |
| 2    | Turquie         | Halil Akkas                | 8 min 22 s 37 | Q      |
| 3    | Suède           | Mustafa Mohamed            | 8 min 22 s 80 | Q      |
| 4    | Arabie saoudite | Ali Ahmed Al-Amri          | 8 min 23 s 61 | q (SB) |
| 5    | Éthiopie        | Roba Gari                  | 8 min 23 s 98 | q      |
| 6    | Espagne         | José Luis Blanco           | 8 min 25 s 00 | q      |
| 7    | Allemagne       | Filmon Ghirmai             | 8 min 25 s 17 |        |
| 8    | Slovénie        | Boštjan Buc                | 8 min 26 s 42 | (SB)   |
| 9    | Belgique        | Krijn van Koolwijk         | 8 min 29 s 18 |        |
| 10   | États-Unis      | Aaron Aguayo               | 8 min 30 s 86 |        |
| 11   | France          | Vincent Zouaoui Dandrieaux | 8 min 36 s 05 |        |
| 12   | Royaume-Uni     | Andrew Lemoncello          | 8 min 58 s 93 |        |
|      | Maroc           | Hamid Ezzine               | DNF           |        |